# Рон Кіфель
Рон Кіфель (англ. Ron Kiefel, 11 квітня 1960) — американський велогонщик.
Бронзовий призер Олімпійських Ігор 1984 року в роздільній командній гонці.